# The Hague Beach Stadium

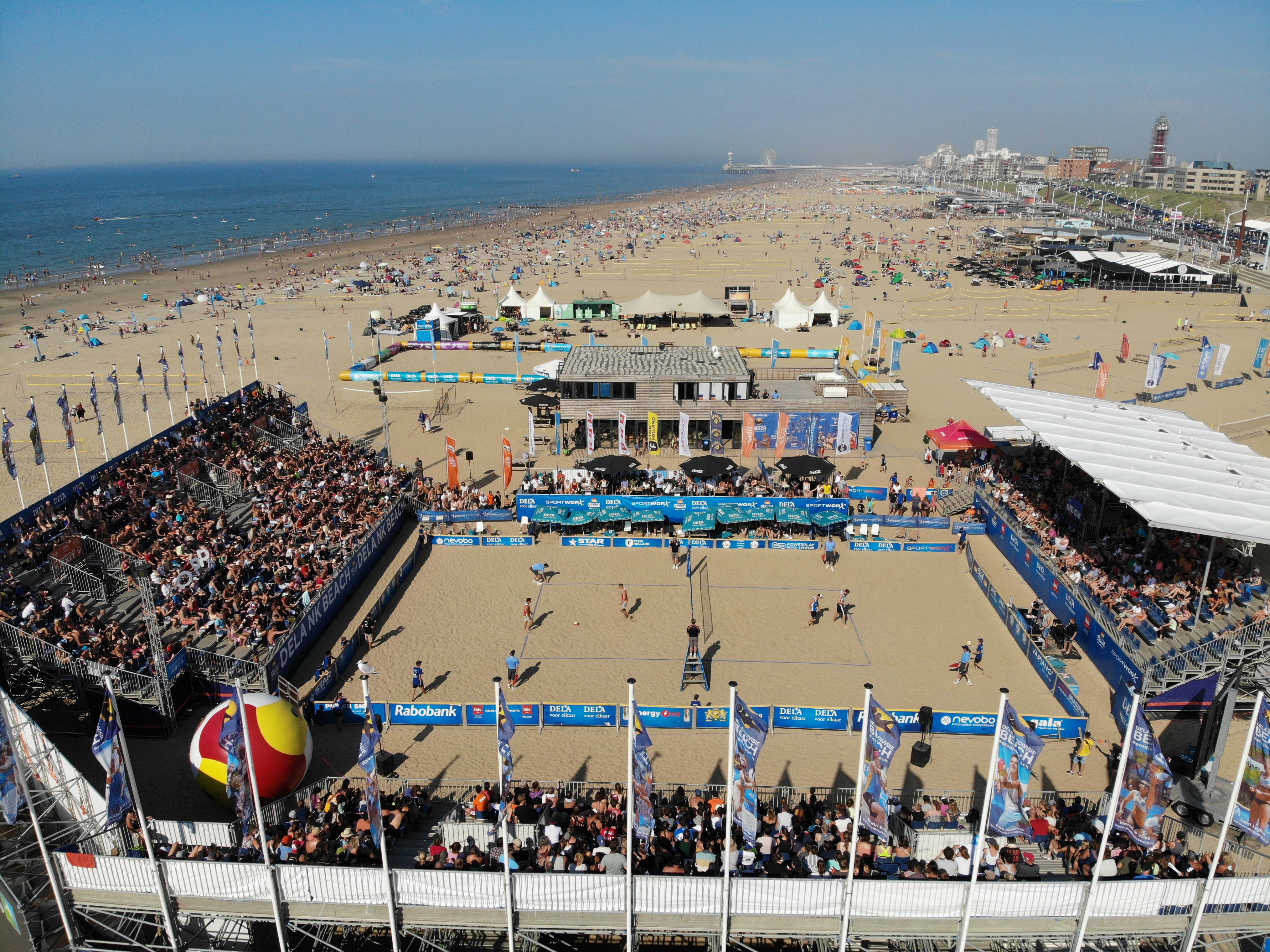
Beachvolleybal in het stadion (2019).

Het The Hague Beach Stadium is een stadion op het strand bij het noordelijke havenhoofd van Scheveningen.
Het Beachstadion werd in 2007 opgericht door de gemeente Den Haag. Er worden diverse sporten beoefend zoals beachvolleybal en beachsoccer en nu ook beachhockey, beachtennis, beachhandbal en beachkorfbal. Er worden internationale toernooien gespeeld maar als er geen officiële toernooien zijn, kan het stadion door andere instellingen gebruikt worden. Onder meer het Nederlands kampioenschap beachvolleybal wordt op deze locatie gespeeld.
In 2016 vond een vernieuwing plaats met uitbreiding van faciliteiten. Tijdens de coronacrisis werd het stadion ingezet om (buiten)sport te stimuleren.